# Lawrie Reilly
Lawrance "Lawrie" Reilly (født 28. oktober 1928, død 22. juli 2013) var en skotsk fodboldspiller (angriber).
På klubplan tilbragte Reilly hele sin aktive karriere, fra 1946 til 1958, hos Hibernian i sin fødeby. Her var han en del af klubbens storhedstid og var med til at vinde hele tre skotske mesterskaber.
Reilly spillede desuden 38 kampe og scorede 22 mål for Skotlands landshold, som han debuterede for 23. oktober 1948 i et opgør mod Wales.

## Titler
Skotsk mesterskab
- 1948, 1951 og 1952 med Hibernian